# Šcorpion vz. 61
Škorpion (Скорпион) — чехословацкий пистолет-пулемет, разрабатывался для вооружения танкистов, связистов и военнослужащих других специальностей. Скорпион был принят на вооружение в ЧССР в 1961 году (отсюда обозначение vz.61 — vzor 61, то есть образец 1961 года). Современная модификация — Scorpion EVO III.

## Система
Скорпион построен по схеме со свободным затвором и использует относительно маломощные боеприпасы, стрельба ведётся 7,65 мм патронами. Использование лёгкого затвора приводит к повышенному темпу стрельбы. Чтобы уменьшить его, на задней части ствольной коробки и в рукоятке пистолета установлен зацеп, захватывающий затвор в момент отхода в крайне заднее положение. Запирание канала ствола осуществляется массой затвора и силой давления возвратных пружин. Внутри рукоятки установлена система, освобождающая затвор из зацепа. Однако такое движение механизмов вверх-вниз приводит к снижению точности автоматической стрельбы. Тем не менеe это оружие прекрасно подходит для ближнего боя, а маленькие габариты (как следствие — возможность скрытного ношения) и «дозвуковой» патрон, благодаря чему пистолет может быть оснащен глушителем, сделали его популярным как в спецслужбах разных стран, так и среди преступников и террористов. Благодаря использованию 7,65 мм патрона отдача при стрельбе из Vz.61 одиночными выстрелами практически отсутствует, а при стрельбе короткими очередями вполне контролируема. Существуют версии под патроны калибра 9 мм: 9ПМ, 9×17 и  9×19 мм Парабеллум.

## История создания
Базовый вариант Скорпиона Vz.61 имел калибр 7,65×17 мм. Оружие спроектировал чешский конструктор Мирослав Рыбарж (Miroslav Rybář) для подразделений специального назначения, а также связистов, артиллерийских расчётов, водителей и экипажей боевых машин в качестве компактного, но имеющего более высокую эффективность огня, чем пистолет. «Скорпион» под наименованием «Samopal vzor 61» выпускался с 1961 по 1979 гг. на оружейном заводе Че́ска збро́йовка в городе Угерски-Брод.

## Производство
Для поставок на экспорт, в основном в западные страны, в 1968 году был создан ещё один вариант Скорпиона, получивший обозначение Vz.68, который использовал наиболее распространённые в Западной Европе патроны 9×19 мм Парабеллум.
В 1982 году в ходе перевооружения армии Чехословакии на стандартный пистолетный патрон 9×18 мм стран Восточного блока, был адаптирован под этот патрон. Такой вариант получил обозначение Vz.82. Год спустя была создана модель Vz.83 под патрон 9×17 мм.
Помимо Чехословакии, этот пистолет делался в Югославии ("Застава М-84 Шкорпион"), Италии и США, в т.ч. в "гражданской" версии, без автоматического режима огня.
В 2002 году начал разрабатываться, и с 2010 года вошёл в серийное производство CZ Skorpion EVO III. Имеет калибр 9 мм, большинство деталей корпуса выполнено из полимера, а само оружие уже совершенно ничем не напоминает стальной 7,65 мм Skorpion Vz.61.

## Использование
Стоит на вооружении армии и полиции Чехии, Сербии, Словакии, Хорватии, Украины, Франции и США. Также некоторое количество пистолетов данного типа в "гражданской" версии (без режима автоогня) состоит на вооружении охранных и правоохранительных структур в РФ.
Скорпион поставлялся на экспорт в Египет, Ливию, Анголу, Ирак и ещё ряду стран. Кроме того, Скорпионы были использованы рядом террористических групп при проведении некоторых громких терактов в 1970—1980-х годах. Использовался антитеррористической группой «А» как оружие ближнего боя в первые годы существования.

## Варианты
Кроме базового варианта, фирма ЧЗ-УБ выпускает ещё 2 варианта — vz.82 и vz.83, отличающихся от модели 61 калибрами (9×18 мм ПМ и 9×17 мм), а внешне — прямыми коробчатыми магазинами вместо изогнутых.
| Варианты                          | Škorpion vz.59 | Samopal vz.61 | ZB vz.64 | ZB vz.65   | ZB 68              | Samopal vz.82 seryjny | vz.91S                         | CZ Scorpion 82 | CZ Scorpion 9×19   |
| Патрон                            | 7,65x17mmSR    | 7,65x17mmSR   | 9×17 мм  | 9×18 мм ПМ | 9×19 мм Парабеллум | 9×18 мм ПМ            | 7,65x17mmSR 9×17 мм 9×18 мм ПМ | 9×18 мм ПМ     | 9×19 мм Парабеллум |
| Масса (без магазина), кг          | 1,28           | 1,28          | 1,3      | 1,3        | 2,03               | 1,44                  | 1,3                            | 1,44           | 2,03               |
| Длина с разложенным прикладом, мм | 517            | 517           | 522      | 522        | 595                | 563                   | 517                            | 517            | 595                |
| Длина со сложенным прикладом, мм  | 270            | 270           | 270      | 270        | 305                | 270                   | 270                            | 270            | 305                |
| Длина ствола, мм                  | 115            | 115           | 115      | 115        | 130                | 115                   | 113                            | 113            | 130                |
| Длина линии прицела, мм           | 147            | 147           | 147      | 179        | 150                | 147                   | 149                            | 179            | -                  |
| Темп стрельбы, (выстр/мин)        | 850            | 850           | 800      | 850        | 750—850            | 900                   | -                              | 900            | 750—850            |